# Stranska vas (Novo mesto)
Stranska vas is een plaats in Slovenië en maakt deel uit van de gemeente Novo mesto in de NUTS-3-regio Jugovzhodna Slovenija. De plaats telde 479 inwoners op 1 januari 2020.